# Deutschland 83
Deutschland 83 è una miniserie televisiva tedesco-statunitense creata da Anna Winger e Jörg Winger, e diretta da Edward Berger e Samira Radsi. Coprodotta dall'emittente via cavo statunitense SundanceTV, trasmessa per la prima volta negli Stati Uniti dal 17 giugno al 5 agosto 2015 su SundanceTV, e in seguito in Germania dal 26 novembre al 17 dicembre 2015 su RTL. In Italia è andata in onda dal 2 al 23 dicembre 2015 su Sky Atlantic, mentre in chiaro dal 30 luglio 2017 in contemporanea su VH1 e Paramount Channel. Nella Svizzera italiana è stata trasmessa in chiaro su RSI LA1 dal 17 gennaio al 7 febbraio 2016.
Il 14 ottobre 2016 la serie è stata rinnovata per una seconda stagione chiamata Deutschland 86 che ha debuttato il 19 ottobre 2018. Il 25 settembre 2020 su Prime Video è stata pubblicata la terza stagione dal titolo Deutschland 89.

## Trama
È l'autunno del 1983, il culmine della guerra fredda, quando la NATO annuncia delle manovre militari nell'Europa occidentale. Tra i vertici moscoviti e di Berlino Est scoppia il panico in quanto si presume che queste mosse siano progettate per colpire l'est con il cosiddetto primo colpo nucleare. Il servizio segreto di spionaggio all'estero del Ministero per la sicurezza di Stato, l'Hauptverwaltung Aufklärung (HVA), invia per questo motivo una spia nell'ovest, con l'obiettivo di spiare i piani della NATO e del Bundeswehr.
Per questa missione è stato selezionato il sergente maggiore delle Truppe di frontiera della RDT Martin Rauch, il quale accetta, a malincuore, l'incarico, con la promessa che lo Stato avrebbe ricollocato la madre ai primi posti della graduatoria per un trapianto di reni. Nella Germania Ovest, Rauch si sarebbe infiltrato sotto falsa identità come tenente e aiutante di campo del generale Edel del Bundeswehr e avrebbe dovuto rivelare la posizione dei missili americani Pershing II e altri piani della NATO.

## Puntate
| nº | Titolo originale | Prima TV USA   | Prima TV Italia  |
| -- | ---------------- | -------------- | ---------------- |
| 1  | Quantum Jump     | 17 giugno 2015 | 2 dicembre 2015  |
| 2  | Brave Guy        | 24 giugno 2015 | 2 dicembre 2015  |
| 3  | Atlantic Lion    | 1º luglio 2015 | 9 dicembre 2015  |
| 4  | Northern Wedding | 8 luglio 2015  | 9 dicembre 2015  |
| 5  | Cold Fire        | 15 luglio 2015 | 16 dicembre 2015 |
| 6  | Brandy Station   | 22 luglio 2015 | 16 dicembre 2015 |
| 7  | Bold Guard       | 29 luglio 2015 | 23 dicembre 2015 |
| 8  | Able Archer      | 5 agosto 2015  | 23 dicembre 2015 |

## Episodi

### Quantum Jump
Nel 1983, i servizi segreti della Germania orientale sono preoccupati dai piani militari americani nella Germania occidentale. Lenora Rauch, impiegata dei servizi segreti della Germania orientale, manda suo nipote nella Germania occidentale per agire come spia.

### Brave Guy
Tischbier ordina a Martin di entrare nella camera d'albergo dell'analista capo della NATO Henrik Mayer, per rubare un rapporto segreto. Rifiuta fino a quando Tischbier non promette di aiutare sua madre che vive nella Germania dell'Est, e soffre di forti malattie renali.

### Atlantic Lion
Durante una conferenza della NATO a Bruxelles, Martin riceve l'incarico di sedurre per distrarre la segretaria del capo analista della sicurezza, Linda Seiler.

### Northern Wedding
La NATO è in stato di massima allerta quando il bug viene trovato nella scrivania di Linda. Martin si affretta a ribaltare la lealtà di Linda mentre è interrogato dalla sicurezza della NATO sulla loro relazione.

### Cold Fire
Tischbier arriva alla comune per recuperare Martin e dirgli che sua madre avrà il trapianto di rene ma Martin è il donatore. Deve arrivare a Berlino Est dopo aver consegnato un pacco a un uomo misterioso.

### Brandy Station
Martin vuole restare a casa ora, ma la sua fidanzata Annett gli dice di andare di nuovo a Ovest. Alex prende in ostaggio il generale Jackson e lo costringe a filmare una denuncia dei piani militari statunitensi nell'Europa occidentale.

### Bold Guard
Mentre i preparativi per il gioco di guerra nucleare della NATO "Able Archer" si intensificano, Martin riceve un ordine dalla Germania dell'Est che cementa i suoi timori sulla loro paranoia. Martin fa saltare la propria copertura per avvertire i suoi superiori in Occidente che il quartier generale della Germania orientale pensa che l'esercitazione sia un vero atto di guerra. In arresto, fugge dalla base e si dirige verso la Germania dell'Est.

### Able Archer
La paura di un attacco nucleare preventivo contro l'Occidente era diventata una possibilità al quartier generale della Germania dell'Est, mentre in Occidente, il gioco di guerra Able Archer raggiunge il suo apice. Martin riesce finalmente a parlare con alti ufficiali dell'Est, rivelando la deliberata interpretazione errata delle conclusioni del rapporto della NATO da parte di alti funzionari della Germania dell'Est.

## Personaggi e interpreti

### Personaggi principali
- Moritz Stamm/Martin Rauch (nome in codice Colibrì), interpretato da Jonas Nay, doppiato da Davide Perino.
Martin, una guardia ventiquattrenne di confine della Germania Est, è il protagonista della serie, che riceve l'incarico di andare sotto copertura nell'esercito della RFT come aiutante di campo del generale Edel, con lo pseudonimo di Moritz Stamm.
- Lenora Rauch, interpretata da Maria Schrader, doppiata da Alessandra Korompay.
È la zia materna di Martin e una delle sue responsabili della Stasi durante la missione; ufficialmente la compagna Rauch è la funzionaria per la cultura nella rappresentanza diplomatica a Bonn, ma segretamente coordina gli assetti della RDT nell'Ovest per l'HVA.
- Generale Wolfgang Edel, interpretato da Ulrich Noethen, doppiato da Luca Biagini.
È il capo di Martin/Moritz nel Bundeswehr; lavora con gli americani alla NATO nello sviluppo del sistema armamentista dei missili Pershing II.
- Walter Schweppenstette, interpretato da Sylvester Groth, doppiato da Antonio Sanna.
Ambizioso e senza pietà, il compagno Schweppenstette ricopre una posizione alta all'interno della gerarchia dell'HVA ed è il capo della compagna Rauch; egli si mostra desideroso a ogni cosa pur di riuscire a ottenere un avanzamento di carriera.
- Annett Schneider, interpretata da Sonja Gerhardt, doppiata da Joy Saltarelli.
È un'insegnante di scuola ed è la fidanzata di Martin nella Germania dell'est; durante l'assenza del compagno, prima di scoprire di essere incinta di questo e di essersi trasferita dalla madre del fidanzato a Kleinmachnow, inizia una relazione con un collega, Thomas. Come per espiare questo tradimento, Annett inizia a collaborare con la Stasi e fa arrestare l'amante.
- Alex Edel, interpretato da Ludwig Trepte, doppiato da Emiliano Coltorti.
Soldato dell'esercito della RFT e amico di Moritz sin dall'arrivo di questo, Alex è il figlio ribelle del Generale Edel, che più volte cerca di abbandonare l'esercito, avvicinandosi a un movimento pacifista, nel quale incontra il professor Tischbier.
- Prof. Tobias Tischbier, interpretato da Alexander Beyer, doppiato da Alessio Cigliano.
Professore di giurisprudenza all'Università di Bonn, il compagno Tischbier lavora, in realtà, per l'HVA ed è il responsabile, con la compagna Rauch, di Moritz/Martin durante la sua missione sotto copertura.
- Ingrid Rauch, interpretato da Carina Wiese, doppiata da Roberta Pellini.
Madre di Martin e sorella di Lenora, Ingrid è insegnante nella stessa scuola dove insegna Annett; quest'ultima si trasferirà con lei a seguito dell'intervento di trapianto dei reni.
- Yvonne Edel, interpretata da Lisa Tomaschewsky, doppiata da Letizia Ciampa.
Come il fratello Alex, è una ragazza ribelle, che si unisce a una comune di Colonia e si esibisce come cantante in locali notturni. Martin/Moritz è immediatamente attratto da lei, nonostante sia già fidanzato con Annett.

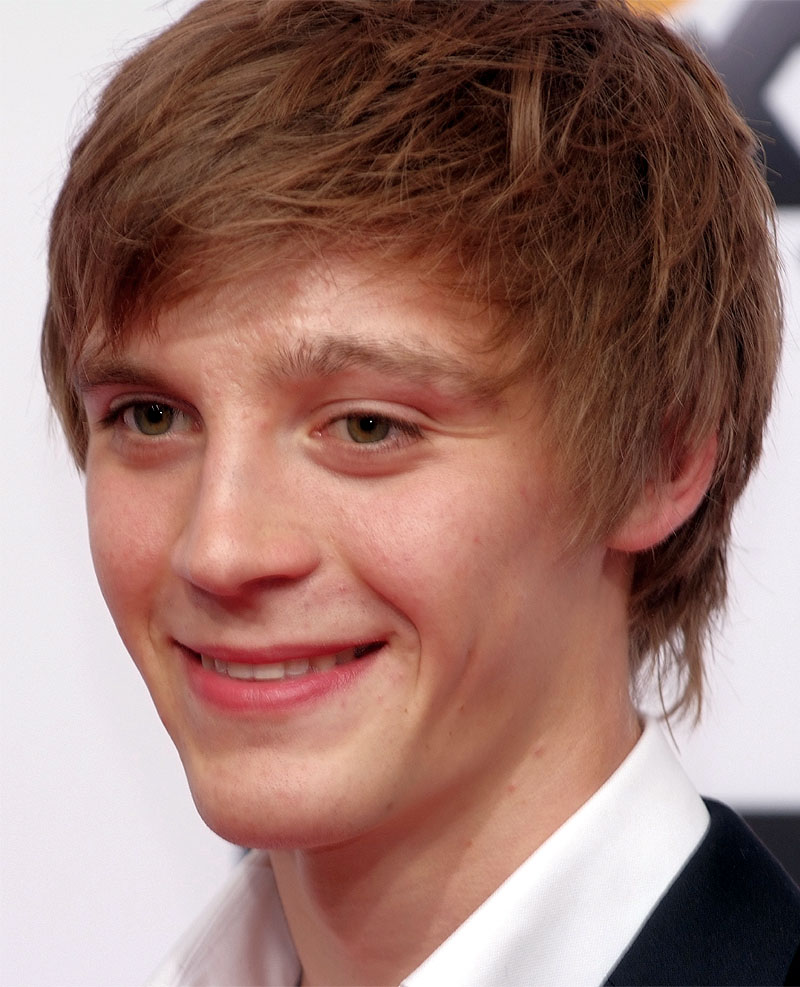
Jonas Nay interpreta Martin Rauch
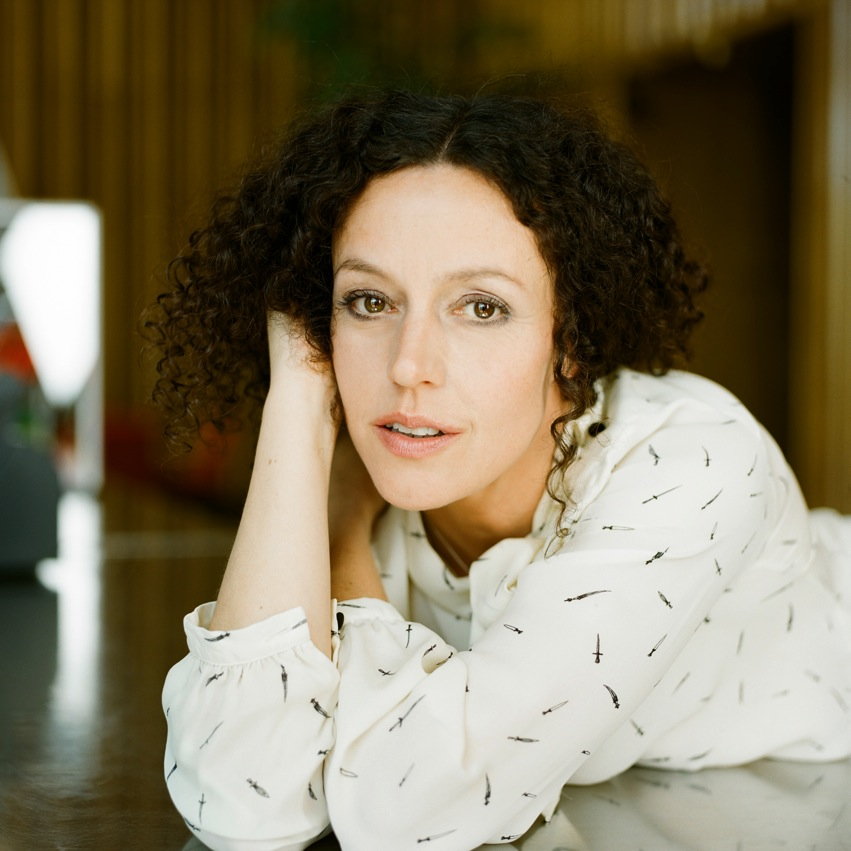
Maria Schrader interpreta Lenora Rauch
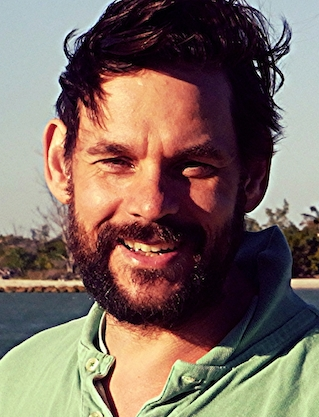
Alexander Beyer interpreta Tobias Tischbier
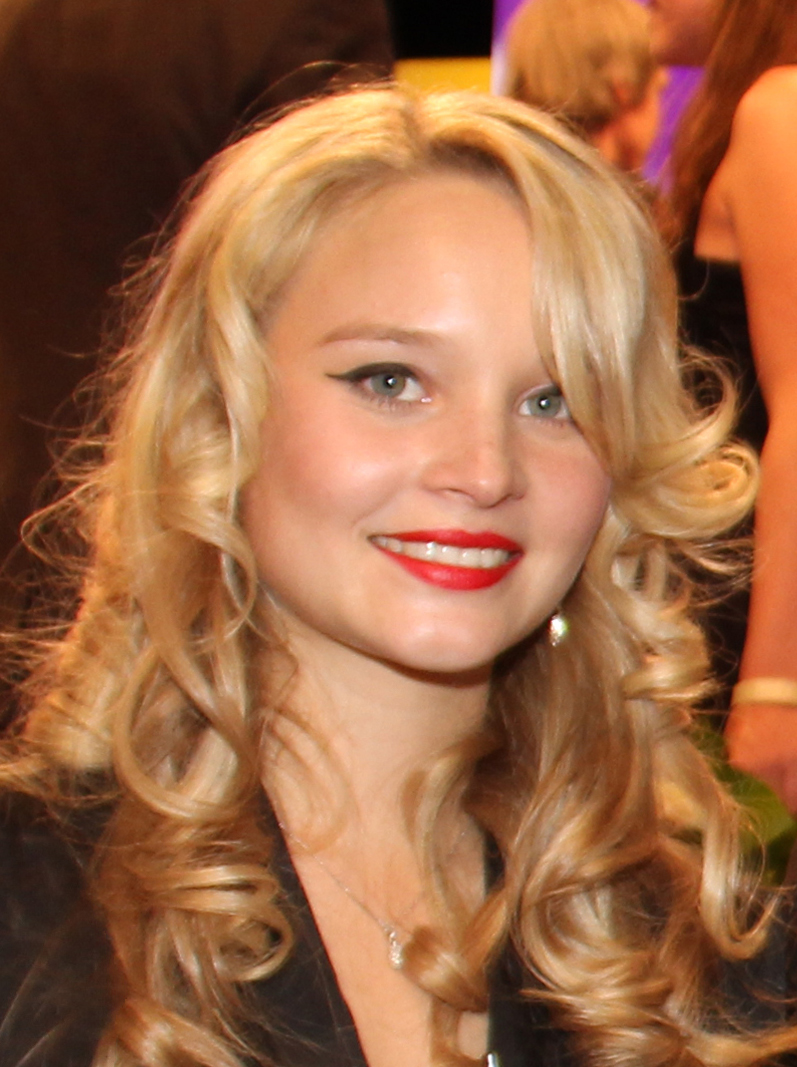
Sonja Gerhardt interpreta Annett Schneider
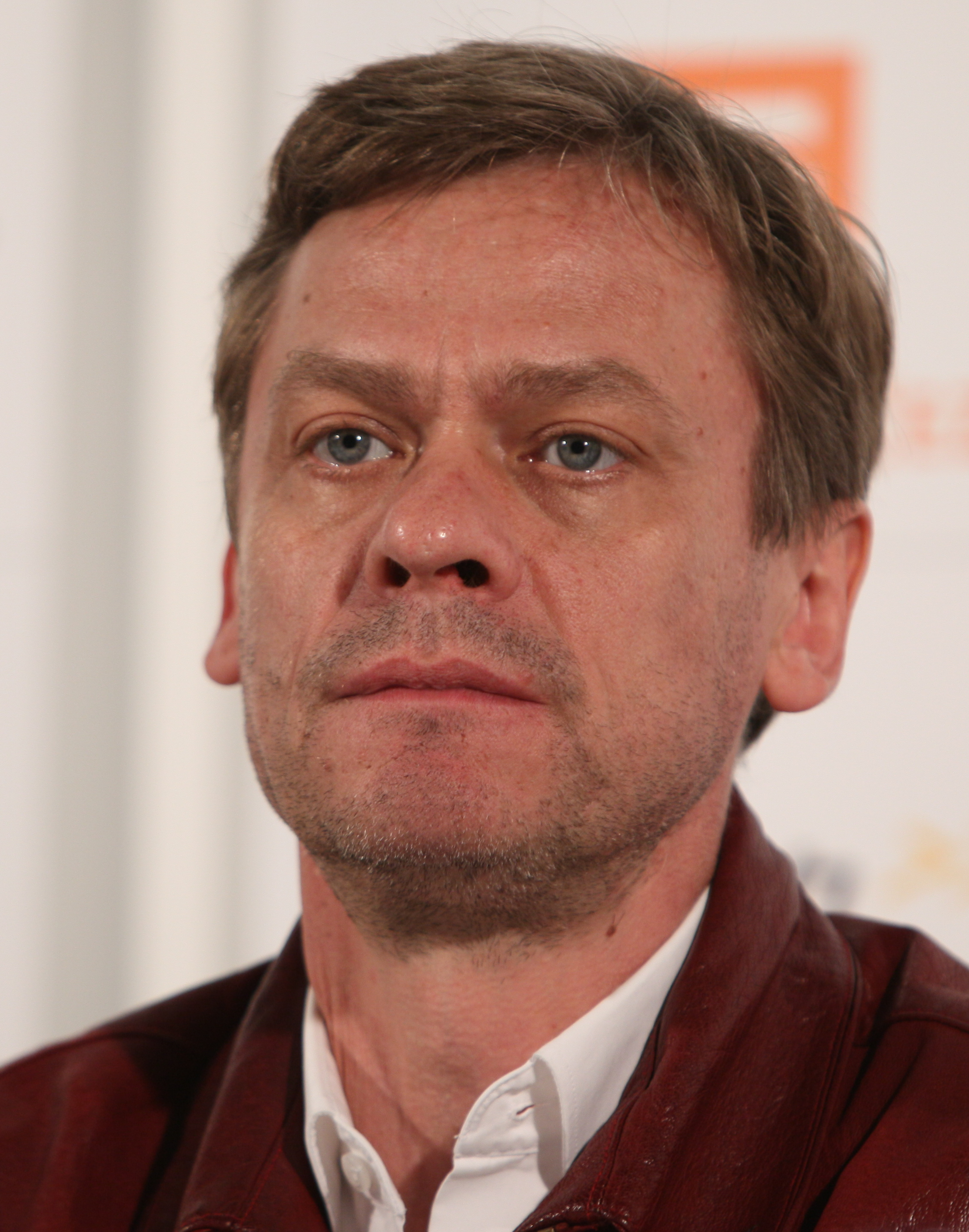
Sylvester Groth interpreta il generale maggiore Schweppenstette
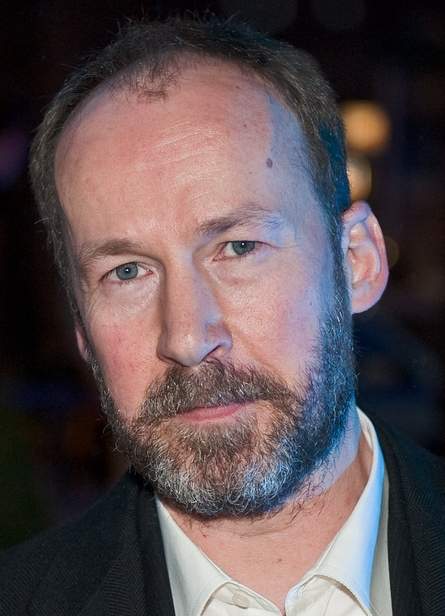
Ulrich Noethen interpreta Wolfgang Edel
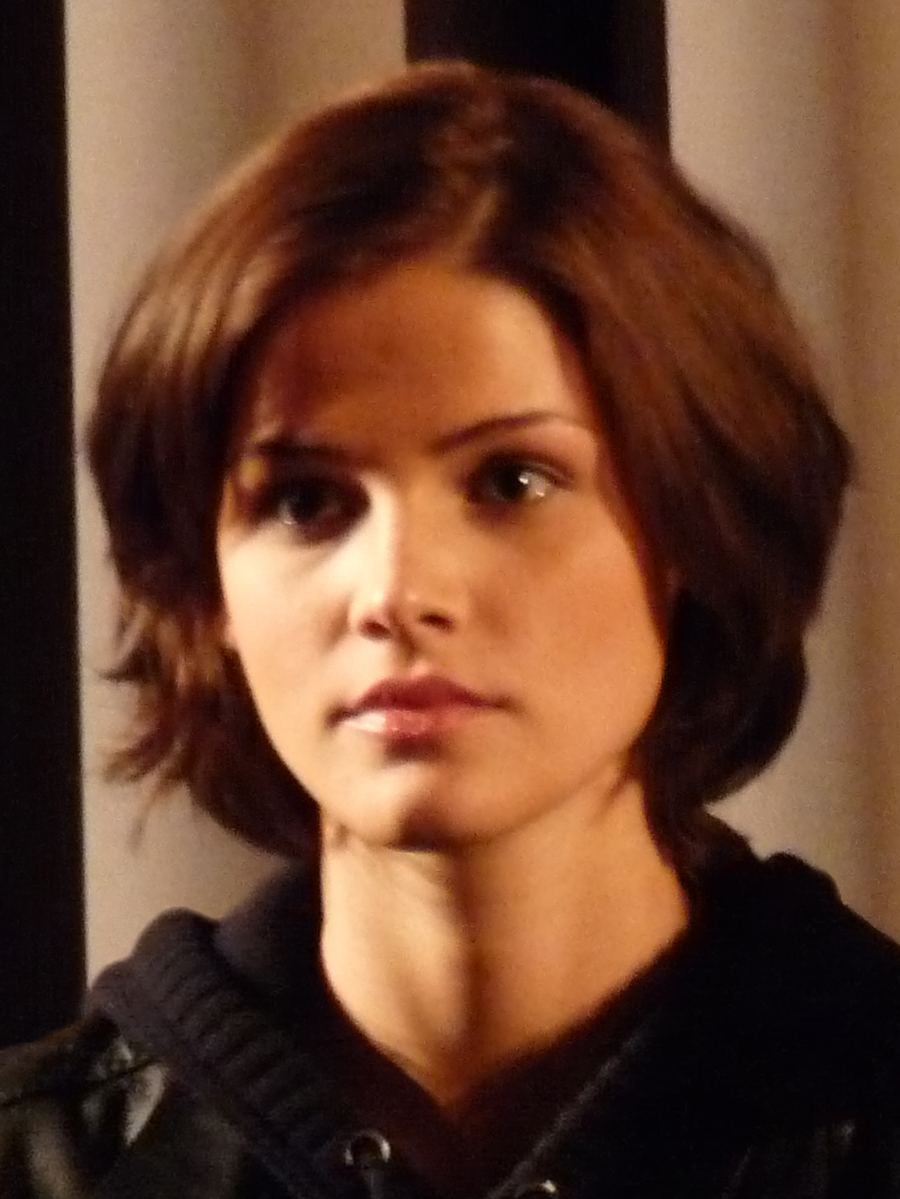
Lisa Tomaschewsky interpreta Yvonne Edel
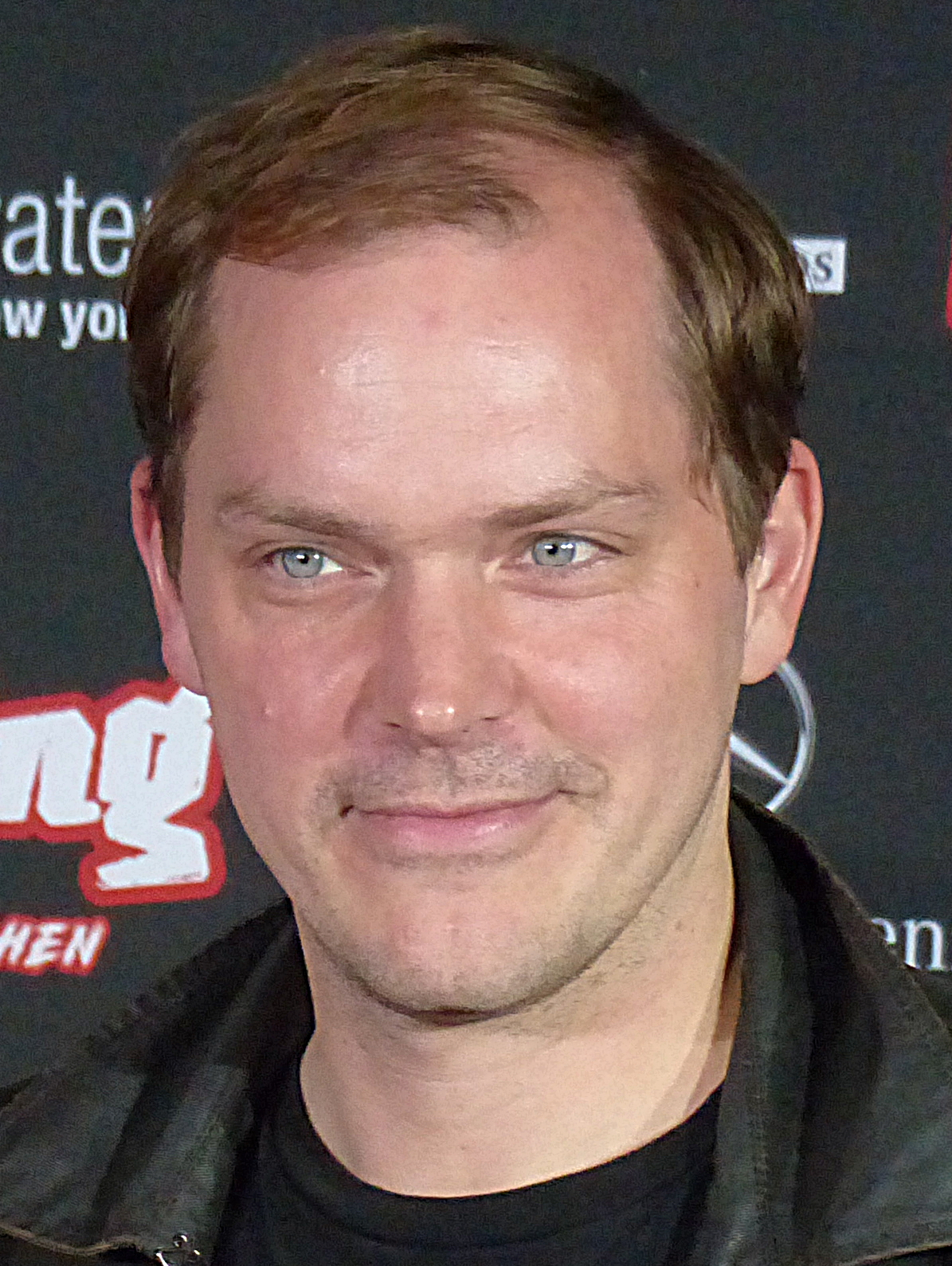
Godehard Giese interpreta Karl Kramer

### Personaggi secondari
- Karl Kramer, interpretato da Godehard Giese.
È una spia della RDT, infiltrato nella stessa base di Martin/Moritz.
- Henrik Mayer, interpretato da Jens Albinus.
È il capo analista della NATO.
- Linda Seiler, interpretata da Nikola Kastner.
È la segretaria di Henrik Mayer nel suo ufficio di Bruxelles che si innamora di Martin/Moritz, avendo quest'ultimo il compito di sedurla per riuscire a installare cimici nel suo ufficio.
- Generale Arnold Jackson, interpretato da Errol Trotman-Harewood.
È un generale dell'esercito americano di stanza nella Germania dell'ovest.
- Ursula Edel, interpretata da Anna von Berg.
È l'insoddisfatta moglie del generale Edel.
- Thomas Posimski, interpretato da Vladimir Burlakov
È l'amante e collega di Annett.

## Sigla
- Major Tom di Peter Schilling